# La risposta
La risposta è un singolo del cantautore italiano Samuel, pubblicato il 9 settembre 2016 come primo estratto dal primo album in studio Il codice della bellezza.

## Tracce
- Download digitale[2]

1. La risposta – 3:20

## Classifiche
| Classifica (2016) | Posizione |
| ----------------- | --------- |
| Italia            | 76        |
| Italia (airplay)  | 1         |